# 3C Casalinghi Jet-Androni Giocattoli
3C Casalinghi Jet-Androni Giocattoli war ein italienisches Radsportteam.
Die Mannschaft besaß seit der Saison 2006 eine Lizenz als Professional Continental Team und konnte damit an allen Rennen der UCI Europe Tour und der UCI ProTour eingeladen werden. Manager war Mario Manzoni, ihm stand Massimo Rabbaglio als weiterer Sportlicher Leiter zur Seite. Zur Saison 2007 fusionierte die Mannschaft mit dem Team L.P.R.

## Team 2006
| Name                  | Geburtstag         | Nationalität | Team 2007           |
| --------------------- | ------------------ | ------------ | ------------------- |
| Paolo Bailetti        | 15. Juli 1980      | Italien      | Team L.P.R.         |
| Maurizio Bellin       | 2. April 1982      | Italien      | Team L.P.R.         |
| Cristian Bonfanti     | 30. November 1981  | Italien      | Unbekannt           |
| Daniele Callegarin    | 21. September 1982 | Italien      | Team L.P.R.         |
| Raffaele Ferrara      | 3. Oktober 1976    | Italien      | Team L.P.R.         |
| Błażej Janiaczyk      | 27. Januar 1983    | Polen        | Intel-Action        |
| Konstantin Kljujew    | 29. Mai 1981       | Russland     | Unbekannt           |
| Oleksandr Kwatschuk   | 23. Juli 1983      | Ukraine      | Cinelli-Endeka-OPD  |
| Juan Pablo Magallanes | 6. Februar 1982    | Mexiko       | Tecos               |
| Massimo Mazzanti      | 7. Juni 1982       | Italien      | Kio Ene-Tonazzi-DMT |
| Matteo Montaguti      | 6. Januar 1984     | Italien      | Unbekannt           |
| Marco Osella          | 6. Januar 1981     | Italien      | Kio Ene-Tonazzi-DMT |
| Nicola Scattolin      | 9. August 1982     | Italien      | Unbekannt           |
| Luca Solari           | 2. Oktober 1979    | Italien      | Team L.P.R.         |